# بچه فریسکو
بچه فریسکو (به انگلیسی: The Frisco Kid) فیلمی محصول سال ۱۹۷۹ و به کارگردانی رابرت آلدریچ است. در این فیلم بازیگرانی همچون جین وایلدر، هریسون فورد، رامون بیری، وال بیسگلیو، جورج دیکنزو، ویلیام اسمیت و کلاید کوساتسو ایفای نقش کرده‌اند.